# Alphonse Elric

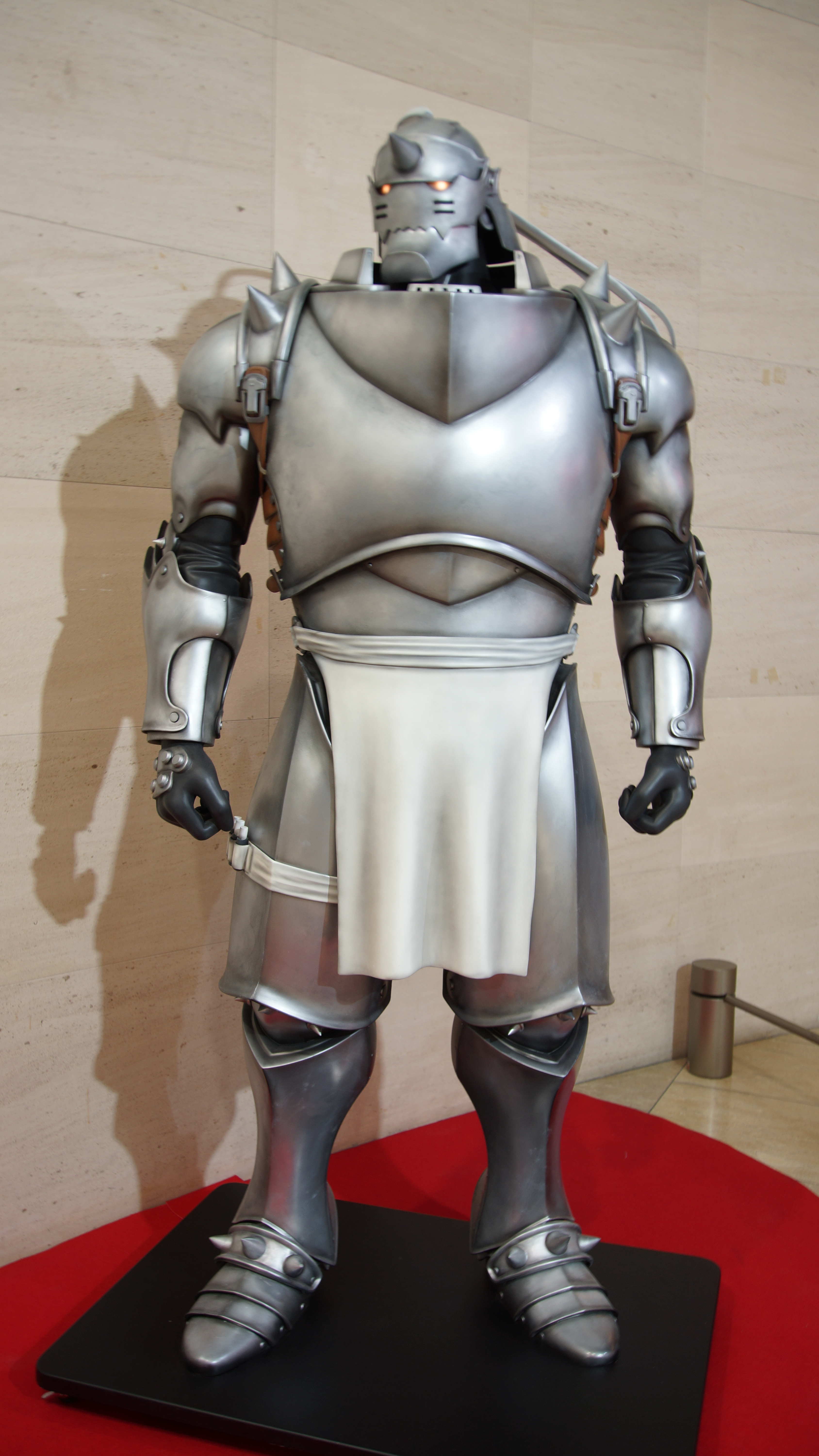
Alphonse Elric

L'Alphonse Elric (アルフォンス・エルリック, Arufonsu Erurikku), sovint anomenat Al (アル, Aru), és un personatge fictici i un dels protagonistes del manga Fullmetal Alchemist i les seves adaptacions creades per Hiromu Arakawa. L'Alphonse és un nen que va perdre el seu cos durant un experiment alquímic per a reviure la seva mare morta i la seva ànima va ser unida a una armadura pel seu germà gran Edward. Degut a aquest fet, l'Alphonse és pràcticament invulnerable sempre que la marca segelladora de l'armadura no s'esborri, però és incapaç de sentir alguna cosa. Per a recuperar els seus cossos, els Elric viatgen pel seu país, Amestris, per aconseguir la pedra filosofal. En les adaptacions d'anime de Fullmetal Alchemist, la veu de l'Alphonse és de Rie Kugimiya en la versió japonesa.
Com a conseqüència d'aparèixer a la història majoritàriament en la seva armadura, Arakawa es va centrar en buscar maneres de fer que l'Alphonse expressés emocions malgrat no tenir un cos. L'Alphonse també ha aparegut en materials relacionats amb el manga, com videojocs i novel·les curtes que segueixen el seu camí. El seu personatge ha estat ben rebut pels lectors de les sèries, i també per la crítica, que ha elogiat el seu disseny i la seva relació amb l'Edward.

## Aparicions
L'Alphonse és un dels protagonistes de la història juntament amb el seu germà gran Edward. L'Alphonse perd completament el seu cos mentre ell i l'Edward intenten reviure la seva mare Trisha fent servir l'alquímia. L'Edward sacrifica la seva mà dreta per segellar l'ànima de l'Alphonse en una armadura. Més tard, l'Edward es converteix en un alquimista de l'estat militar d'Amestris, i comença a viatjar amb l'Alphonse per a cercar un mètode per recuperar el cos de l'Alphonse. Concretament, cerquen la pedra filosofal, que els ajudaria a recuperar les seves formes físiques. A part de ser un alquimista poderós, l'Alphonse és un lluitador cos a cos molt hàbil gràcies a les ensenyances de la Izumi Curtis. Com que l'Alphonse no pot sentir res degut a la falta de cos físic, és pràcticament invencible sempre que no s'esborri la marca de sang feta per l'Edward a la seva armadura perquè contingui la seva ànima.
Els Elric intenten fer servir els homuncles creient que aquestes criatures immortals els donaran pistes sobre com recuperar els seus cossos. No obstant això, coneixen el Pare, el creador dels homuncles, que controla l'exèrcit de forma secreta i fa xantatge als Elric perquè treballin per ell. Els Elric, per protegir els seus amics, viatgen al nord del país per demanar ajuda a la General Olivier Mira Armstrong. Un cop els dos germans aconsegueixen el seu objectiu, el cos original de l'Alphonse intenta recuperar l'ànima causant que perdi la consciència diverses vegades. L'Alphonse, en un intent per ajudar els seus amics d'escapar dels membres de l'exèrcit que obeeixen al Pare, és capturat per l'homuncle Pride, que l'utilitza en contra de l'Edward. L'Alphonse, amb l'ajuda del seu pare Van Hohenheim, es tanca en una cova amb en Pride, lloc on l'homuncle no pot utilitzar els seus poders. Més endavant, l'alquimista estatal Solf J. Kimblee acudeix a ajudar en Pride, i l'Alphonse és rescatat per alguns dels seus companys.
Amb l'objectiu de transmutar el país sencer, el Pare transporta els Elric a la seva base per a fer-los servir com a dos dels cinc sacrificis necessaris per a aconseguir el seu objectiu. Al mateix temps, l'Alphonse troba el seu cos original, però rebutja de recuperar-lo degut a què està tant debilitat que no els ajudaria a combatre els homuncles. A la lluita final contra el Pare, l'Alphonse demana ajuda a l'alquimista May Chang per a recuperar el braç dret de l'Edward a canvi de l'ànima de l'Alphonse. Mentre l'Edward lluita contra el Pare amb el seu braç recuperat, l'ànima de l'Alphonse desapareix de l'armadura. Un cop el Pare és derrotat, l'Edward sacrifica la seva habilitat d'usar l'alquímia per recuperar l'ànima de l'Alphonse i el seu cos original. Els dos germans tornen a Resembool, on viuen fins que decideixen separar-se per estudiar alquímia. L'Alphonse s'uneix a dos companys quimera i viatgeb a través del país de Xing per conèixer més sobre l'alquímia amb l'ajuda de la May.

### Al primer anime
La primera part de l'argument del primer anime segueix fidelment el manga, però els arguments divergeixen severament cap a la meitat de la història. Després que en Kimblee faci servir l'alquímia per transformar l'armadura de l'Alphonse en material explosiu, l'Scar transfereix a l'Alphonse tots els seus trossos de la pedra filosofal incomplerta que posseeix per a salvar-li la vida. Com a conseqüència, l'armadura de l'Alphonse esdevé la pedra filosofal. Com que guarda la pedra al seu cos, l'Alphonse esdevé el principal objectiu d'en Dante, el líder dels homuncles, que la vol per a aconseguir la immortalitat. Un cop l'Alphonse és capturat pels homuncles a les ordres d'en Dante, aquests volen que sigui menjat per en Gluttony perquè la pedra passi al seu cos. No obstant això, quan l'Alphonse veu com el seu germà Edward mor intentant salvar-lo, utilitza el poder de la pedra per curar el cos de l'Edward i relligar-li la seva ànima. Això provoca la destrucció del cos de l'Alphonse en fer servir tot el poder de la pedra filosofal en les seves transmutacions. Llavors l'Edward utilitza el seu propi cos per ressuscitar l'Alphonse, fent que l'Edward desaparegui, mentre l'Alphonse continua estudiant l'alquímia per trobar-lo.
A la pel·lícula seqüela Fullmetal Alchemist the Movie: Conqueror of Shamballa, l'Alphonse continua buscant el seu germà fins que descobreix que està en un univers paral·lel. Amb l'ajuda de l'homuncle Wrath, l'Alphonse obre la porta al món paral·lel, però al mateix temps provoca que un soldat anomenat Dietline Eckhart, que prové del món paral·lel, comenci a atacar Amestris. L'Alphonse uneix forces amb l'Edward per derrotar l'Eckhart. Un cop això succeeix, l'Alphonse decideix romandre amb el seu germà i viure al món paral·lel.

### En altres mitjans
A part de l'anime inicial i el manga, l'Alphonse apareix en quasi totes les Original Video Animation (OVAs) de Fullmetal Alchemist. A la primera, apareix com una versió chibi d'ell mateix a la festa de cloenda de la pel·lícula, i en la quarta OVA, participa en la batalla contra els homuncles. L'Alphonse també apareix en tots els videojocs de Fullmetal Alchemist, que segueixen el seu viatge juntament amb l'Ed per trobar la pedra filosofal. En la pel·lícula The Sacred Star of Milos, l'Alphonse i el seu germà cerquen el criminal Melvin Voyager, que va fugir de la presó al seu país. Les novel·les lleugeres de Makoto Inoue sobre Fullmetal Alchemist també segueixen el viatge dels Elric, però en totes elles troben diferents personatges que els dels videojocs. Dos CD amb cançons basades en l'Alphonse van ser publicades sota el nom de Hagaren Song File – Alphonse Elric (Hagaren Song File - アルフォンス・エルリック) i Theme of Alphonse Elric. Les cançons del CD estan cantades per l'actriu que dona veu a l'Alphonse a la versió japonesa, Rie Kugimiya. L'Alphonse també és present en molts dels jocs de cartes de Fullmetal Alchemist.

## Creació i concepció
En un prototip de la història, l'ànima de l'Alphonse era segellada en un esquirol volador enlloc d'una armadura com a resultat d'una transmutació humana. Apareixia com el pare de l'altre protagonista, l'Edward, a la recerca de la manera de recuperar els seus cossos. Per quadrar amb els dissenys de la revista manga Monthly Shōnen Gangan, els dos personatges van ser redissenyats. L'Alphonse va acabar en una armadura gegant per contrastar amb la baixa estatura de l'Edward. Com que l'Alphonse apareix pràcticament sempre amb l'armadura, Arakawa feia esbossos de la seva forma humana per a no oblidar-se de com dibuixar-lo. Alguns esdeveniments de la vida dels Elric són problemes socials que l'autora va integrar a la història. El seu viatge a través del país per ajudar a les persones és un mitjà per aconseguir entendre el significat de família. Com que l'Alphonse es veu majoritàriament amb la seva armadura, durant diversos capítols del manga Arakawa fou incapaç de dibuixar-lo plorant. Durant el capítol 40, Arakawa veu la seva conversació amb l'Edward com una forma de fer que expressi els seus sentiments i fer que sembli que plora. Quan comparà els dos germans durant l'època en què l'Alphonse va obtenir la seva habilitat de fer servir l'alquímia sense fer cercles com l'Edward, Arakawa va mencionar que cap dels dos germans era millor en l'alquímia que l'altre, ja que cada germà tenia diferents preferències, igual que d'altres alquimistes que apareixen a la història. Quant als omake, Arakawa tendeix a dibuixar l'Alphonse fent alguna cosa còmica per fer-lo contrastar respecte d'altres personatges. Arakawa menciona que ho fa perquè a l'Alphonse potser li agrada riure's d'altres persones.
En les adaptacions de l'anime de Fullmetal Alchemist en japonès, Rie Kugimiya donava veu a l'Alphonse. En la pel·lícula a imatge real, l'armadura de l'Alphonse va ser feta en imatge generada per ordinador. Arakawa es va sorprendre en veure el resultat final.

## Recepció
En enquestes de popularitat sobre el manga fetes per Monthly Shōnen Gangan, l'Alphonse inicialment es va situar en tercera posició, mentre que les últimes enquestes el situaven quart. També ha estat classificat en altes posicions a les enquestes d'Anime Grand Prix de la revista Animage de millors personatges masculins el 2004. També s'han venut produces basats en aparicions de l'Alphonse, com estatuetes, clauers i peluixos. UGO Networks va incloure una de les seves estatuetes en la desena posició en el seu article titulat "Col·leccionables de llibres de còmics increïblement costosos".
Diverses publicacions de manga, anime i d'altres mitjans culturals han alabat i criticat el personatge de l'Alphonse. Chris Beveridge de Mania Entertainment va alabar l'Alphonse per ser un personatge "simpàtic", i li va agradar el seu rol en la primera història. També s'ha alabat la bogeria del personatge i la seva desconfiança sobre la seva pròpia existència; Beveridge menciona que "podria fer-se una història només sobre ell". En una anàlisi posterior, Beveridge diu que el canvi d'orientació de l'Alphonse cap a un "home jove corrent" va ser un "canvi bonic de camí". Samuel Arbogast de T.H.E.M. Anime Reviews va escriure que la interacció entre els germans Elric mentre viatgen és interessant i que l'armadura de l'Alphonse era un dels dissenys més destacats de la història. Holly Ellingwood d'Active's Anime també menciona com els germans es "tornen homes" després de la primera aparició de Van Hohenheim al manga mentre investiguen maneres de recuperar els seus cossos. Lydia Hojnacki diu que el personatge de l'Alphonse és tant important com el seu germà a la història després de considerar que l'Alphonse és el yang de l'Edward.
Rebecca Silverman d'Anime News Network alaba el desenvolupament de l'Alphonse al manga, especialment quan rebutja de recuperar el seu cos debilitat per ajudar els seus amics. Com a resultat, Silverman compara els dos germans i es pregunta si l'Edward hauria fet el mateix. Chris Beveridge troba interessant el creixement del personatge a Conqueror in Shamballa, mentre que visualment es comença a assemblar a l'Edward. Quan analitza el videojoc Fullmetal Alchemist and the Broken Angel, Neal Chandran de RPGFan gaudeix de la dinàmica entre els personatges principals tant a les lluites com en els diàlegs.